# Fort Thomas, Arizona
Fort Thomas je naseljeno područje za statističke svrhe u američkoj saveznoj državi Arizona. Prema popisu stanovništva iz 2010. u njemu je živjelo 374 stanovnika.